# Iberpapel
Die Iberpapel Gestión, S.A. (auch: Grupo Iberpapel) ist ein spanischer Papierhersteller mit Sitz in San Sebastián.
Mit Forstwirtschaft und Zelluloseproduktion in Spanien, Argentinien und Uruguay und Papierproduktion in Spanien (Papelera Guipuzcoana de Zicuñaga), sowie Energiewirtschaft lag 2021 der Umsatz bei 243 Millionen Euro. Weit über die Hälfte des Umsatzes wurde in Spanien erbracht.
Knapp 300 Mitarbeiter arbeiten bei Iberpapel. Iperpapel wird von Ínigo Echavarria Canales geleitet.

## Geschichte
Obwohl Papelera Guipuzcoana de Nicaragua, S.A.U. 1935 gegründet wurde, begann das Geschäft erst 1941 mit der Herstellung von Zellophanpapier. 1997 ging Iberpapel an die Börse.